# Stefano Casiraghi

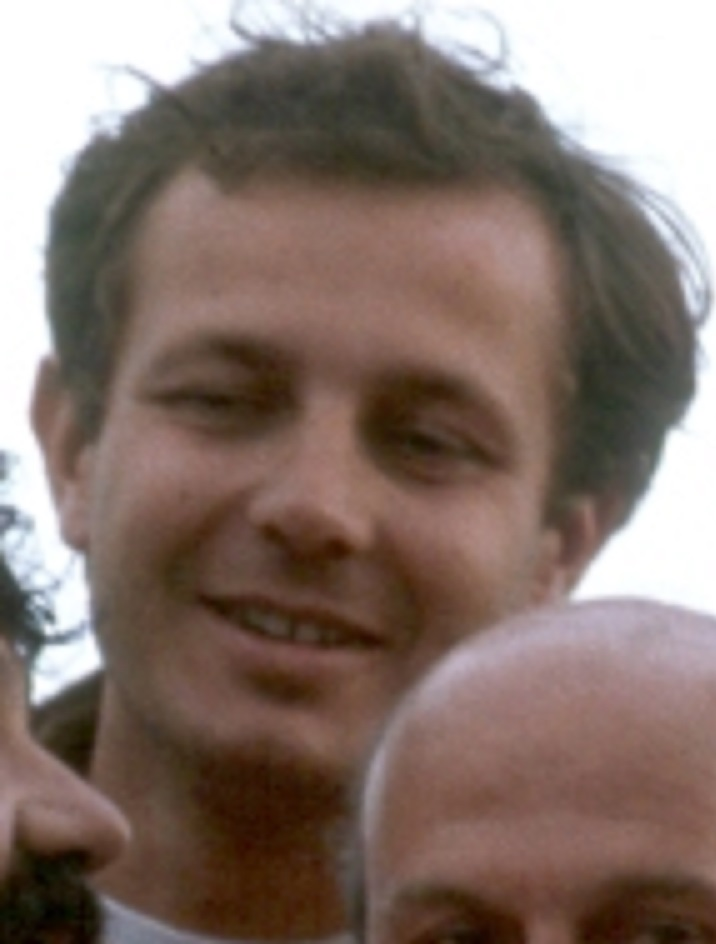
Stefano Casiraghi

Stefano Casiraghi (Milaan, 8 september 1960 - Cap Ferrat, 3 oktober 1990) was de tweede echtgenoot van prinses Caroline van Monaco. 
Hij was de zoon van de ondernemer Giancarlo Casiraghi en Fernanda Casiraghi, geboren Palici. Na zijn huwelijk met Caroline Grimaldi hield hij zich bezig met zakelijke activiteiten in verschillende sectoren, zoals de export van sportschoenen en de bouw van onroerend goed. Hij was betrokken in financiële instellingen in Italië, Afrika en de Verenigde Staten voor hij fortuin maakte in onroerend goed en scheepsbouw.
Hij trad op 29 december 1983 in het huwelijk met prinses Caroline van Monaco, met wie hij drie kinderen kreeg:
1. Andrea Casiraghi (8 juni 1984)
2. Charlotte Casiraghi (3 augustus 1986)
3. Pierre Casiraghi (5 september 1987).

Zijn oudste zoon is vierde in lijn van opvolging van Albert II van Monaco. 
Stefano Casiraghi stierf op 3 oktober 1990 in de baai van Saint-Jean-Cap-Ferrat (Alpes-Maritimes, Frankrijk) bij een ongeluk met een powerboat tijdens een wedstrijd off-shore powerboat-racen.